# (5632) Ingelehmann
(5632) Ingelehmann ist ein Asteroid des Hauptgürtels, der am 15. April 1993 von C. S. Shoemaker und E. M. Shoemaker am Mount Palomar entdeckt wurde.
Der Asteroid ist nach Inge Lehmann (1888–1993), einer bedeutenden dänischen Seismologin und Geophysikerin benannt.